# Copa del Rey 1910
Die Copa del Rey 1910 bezeichnet zwei im Jahr 1910 ausgetragene spanische Fußballpokale. Ein inoffizielles Turnier fand in San Sebastián statt mit Titelverteidiger Vasconia San Sebastián, das andere gilt als erste spanische Meisterschaft und wurde in Madrid ausgetragen. Beide Sieger sind jedoch mittlerweile offiziell vom spanischen Verband als spanische Pokalsieger des Jahres 1910 anerkannt.
Im Jahr 1909 wurde der spanische Fußballverband, die FECF (Federación Española de Clubes de Fútbol), gegründet. Sie war als erste nationale Organisation berechtigt, nationale Meisterschaften auszutragen und hatte das Vorrecht, die Copa del Rey zu organisieren.
Titelverteidiger Vasconia San Sebastián plädierte dafür, das Turnier nicht – wie bis dahin immer der Fall – in Madrid, sondern in San Sebastián auszutragen. Der spanische Verband war jedoch mehrheitlich dagegen, was schließlich zu einem Streit zwischen dem Klub aus San Sebastián und den anderen Vereinen führte. Zudem war der Titelverteidiger kein Mitglied des FECF, sodass sie nicht an der spanischen Meisterschaft teilnehmen konnten. Gemeinsam mit den Vereinen, die ebenfalls nicht dem spanischen Fußballverband angehörten, schloss sich der baskische Klub schließlich zu einem rivalisierenden Verband, dem UECF, zusammen und organisierte ein eigenes Turnier in San Sebastián.

## Copa UECF (in San Sebastián)
Das von der UECF ausgetragene ursprünglich inoffizielle Turnier in San Sebastián fand zwischen dem 19. und dem 21. März 1910 statt. Alle drei teilnehmenden Mannschaften spielten je einmal im Gruppenmodus im Estadio de Ondarreta, der Heimstätte des Titelverteidigers Vasconia, gegeneinander. Der spanische Fußballverband FECF versuchte, das Turnier für illegal zu erklären, konnte das Verbot aber nicht durchsetzen.

### Finale Gruppenphase
| Datum         |                        | Ergebnis |                        |
| ------------- | ---------------------- | -------- | ---------------------- |
| 19. März 1910 | Athletic Bilbao        | 2:1      | Madrid FC              |
| 20. März 1910 | Athletic Bilbao        | 1:0      | Vasconia San Sebastián |
| 21. März 1910 | Vasconia San Sebastián | 2:0      | Madrid FC              |

### Abschlusstabelle
| Pl. | Verein                 | Sp. | S | U | N | Tore    | Quote | Punkte |
| --- | ---------------------- | --- | - | - | - | ------- | ----- | ------ |
| 1.  | Athletic Bilbao        | 2   | 2 | 0 | 0 | 003:100 | 3,00  | 04:0   |
| 2.  | Vasconia San Sebastián | 2   | 1 | 0 | 1 | 002:100 | 2,00  | 02:20  |
| 3.  | Madrid FC              | 2   | 0 | 0 | 2 | 001:400 | 0,25  | 0:40   |

Bereits nach zwei Siegen stand Athletic Bilbao unabhängig vom letzten Turnierspiel als Tabellenerster und somit auch als Pokalsieger der UECF fest. Gleichzeitig konnten sie mit ihrem dritten Titel zum Rekordsieger Madrid FC (4 Titel) aufschließen, der mit null Punkten eine enttäuschende Leistung erbrachte.

### Siegermannschaft

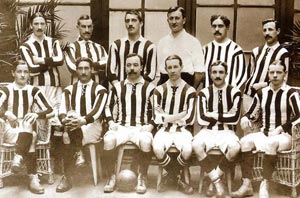
Die Siegermannschaft von Athletic Bilbao im Jahr 1910

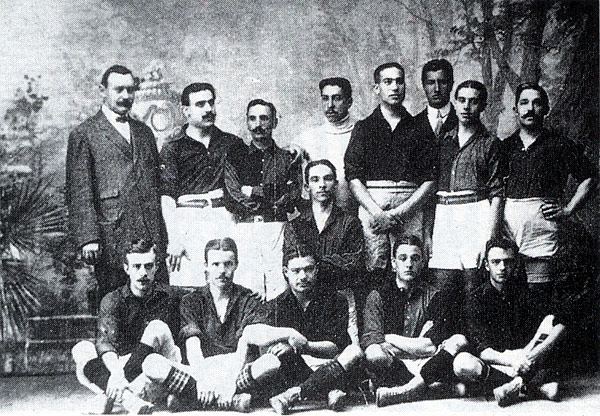
Die Siegermannschaft des FC Barcelona im Jahr 1910

(in Klammern sind die Spiele und Tore angegeben)
| 1.                | Athletic Bilbao |
| Logo von Athletic | - Tor: Luis Astorquia (2/-) - Abwehr: José María Amann (2/-), Juan Arzuaga (2/-) - Mittelfeld: Belauste (2/-), Cameron (2/-), Graham (2/-) - Sturm: Burns (2/-), Luis Hurtado (2/-), Luis Iceta (2/-), Remigio Iza (2/2), Martyn Veitch (2/-) - Ersatz: Asuero (0/-), Claudio Ibáñez (0/-), Villamil (0/-) - Trainer: – |

Ein Torschütze von Athletic ist unbekannt.

### Torschützen
| Pl. | Nat.    | Spieler        | Verein                 | Tore |
| --- | ------- | -------------- | ---------------------- | ---- |
| 1   | Spanier | Remigio Iza    | Athletic Bilbao        | 2    |
| 1   | Schotte | G. MacGuinness | Vasconia San Sebastián | 2    |

## Copa FECF (in Madrid)
An der ersten spanischen Meisterschaft, die von der FECF in Madrid ausgetragen wurde, nahmen nur drei Mannschaften teil. Der galicische Meister Real Fortuna FC nahm ebenso wenig teil wie der andalusische Meister Recreativo Huelva. In den Regionen Bizkaia, Madrid und Gipuzkoa war in der Saison keine regionale Meisterschaft ausgespielt worden. Das Teilnehmerfeld bildeten schließlich der katalanische Meister FC Barcelona, der galicische Verein Deportivo La Coruña und der Hauptstadtklub Español de Madrid. Alle drei teilnehmenden Mannschaften spielten zwischen dem 23. und dem 26. Mai 1910 je einmal im Gruppenmodus gegeneinander.

### Finale Gruppenphase
| Datum        |                   | Ergebnis |                     |
| ------------ | ----------------- | -------- | ------------------- |
| 23. Mai 1910 | Español de Madrid | 3:1      | Deportivo La Coruña |
| 24. Mai 1910 | FC Barcelona      | 5:0      | Deportivo La Coruña |
| 26. Mai 1910 | FC Barcelona      | 3:2      | Español de Madrid   |

### Abschlusstabelle
| Pl. | Verein              | Sp. | S | U | N | Tore    | Quote | Punkte |
| --- | ------------------- | --- | - | - | - | ------- | ----- | ------ |
| 1.  | FC Barcelona        | 2   | 2 | 0 | 0 | 008:200 | 4,00  | 04:0   |
| 2.  | Español de Madrid   | 2   | 1 | 0 | 1 | 005:400 | 1,25  | 02:20  |
| 3.  | Deportivo La Coruña | 2   | 0 | 0 | 2 | 001:800 | 0,13  | 0:40   |

Nachdem sowohl der FC Barcelona als auch Español de Madrid jeweils ein Spiel gegen Deportivo La Coruña gewonnen und damit punktgleich auf dem 1. Platz gestanden hatten, kam es im letzten Turnierspiel zwischen den beiden Kontrahenten quasi zu einem Endspiel um die Copa del Rey. Mit einem 3:2-Sieg gegen Español de Madrid gewann der heutige Rekordsieger FC Barcelona im letzten Spiel die damalige erste Spanische Meisterschaft bzw. von heute aus gesehen den zweiten spanischen Pokal aus dem Jahre 1910 und wurde damit zum ersten Mal in seiner Geschichte Pokalsieger.

### Siegermannschaft
(in Klammern sind die Spiele und Tore angegeben)
| 1.                    | FC Barcelona |
| Logo des FC Barcelona | - Tor: Joan Solá (2/-) - Abwehr: Manuel Amechazurra (2/-), Francisco Bru (2/-) - Mittelfeld: Arsenio Comamala (2/-), Joan Grau (2/-), Enric Peris (2/-) - Sturm: Carlos Comamala (2/2), Romà Forns (2/-), José Rodríguez (2/2), Charlie Wallace (2/2), Percy Wallace (2/-) - Trainer: – |

2 Torschützen von Barça sind unbekannt.

### Torschützen
| Pl. | Nat.      | Spieler                | Verein         | Tore |
| --- | --------- | ---------------------- | -------------- | ---- |
| 1   | Spanier   | Vicente Álvarez Buylla | Español Madrid | 2    |
| 1   | Spanier   | Carlos Comamala        | FC Barcelona   | 2    |
| 1   | Spanier   | José Rodríguez         | FC Barcelona   | 2    |
| 1   | Engländer | Charlie Wallace        | FC Barcelona   | 2    |